# Стефан Димитров (важкоатлет)
Стефан Димитров (9 грудня 1957 — червень 2011) — болгарський важкоатлет.
Срібний призер Олімпійських Ігор 1980 року в категорії 60 кг.